# Caridad Mercader
Eustacia María Caridad del Río Hernández  (29 mars 1892 - 28 octobre 1975), mieux connue sous le nom de Caridad del Río, Caridad Mercader ou Caritat Mercader, est une militante communiste espagnole et une agente du NKVD soviétique. Elle est également connue pour être la mère de Ramón Mercader, l'assassin de Léon Trotsky, et pour avoir personnellement participé à l'opération. 
Caridad Mercader naît au sein d'une riche famille barcelonaise d'origine indiano  au début du XXe siècle. Elle épouse Pablo Mercader, issu d'une puissante famille industrielle de Barcelone, dont elle prend le nom (les femmes espagnoles ne prennent normalement pas le nom de famille de leur mari). Ensemble, ils ont cinq enfants. Après la fin de son mariage avec Pablo Mercader, elle s'éloigne de sa famille et tourne définitivement le dos à la classe sociale qu'ils incarnent. Cette rupture est en partie motivée par un épisode d'internement forcé où elle est soumise à une thérapie par électrochocs , ainsi que par les tentatives de son ex-mari de modifier son « apathie sexuelle » via des visites dans des bordels locaux . Elle commence à fréquenter des cercles anarchistes et embrasse rapidement l'idéologie communiste . Au début de la guerre civile espagnole, elle participe aux combats contre le soulèvement militaire à Barcelone et rejoint les groupes qui partent pour l'Aragon, où elle subit de graves blessures lors d'une attaque aérienne.
Elle acquiert une certaine notoriété en tant que membre du Parti socialiste unifié de Catalogne (PSUC). En 1936, elle dirige une mission de propagande au Mexique, et devient plus tard agent du NKVD en Espagne. Son fils Ramón, également membre du PSUC et officier de l'Armée républicaine espagnole, est également recruté par l'espionnage soviétique pendant la guerre, probablement avec l'implication de sa mère. Sous les ordres de Joseph Staline, dans le cadre de l'opération Utka (opération Canard), Ramon Mercader est enrôlé et entraîné pour assassiner Léon Trotsky, alors en exil au Mexique. Caridad, qui s'est installée à Paris en 1937, participe également à l'opération.  Lorsque Ramón est arrêté après avoir assassiné Trotsky, Caridad réussit à quitter le Mexique et à s'échapper en Union soviétique, où elle est reçue avec les honneurs, et est décorée de l'Ordre de Lénine. Le titre de Héros de l'Union soviétique sera donné à Ramón à sa sortie de prison mexicaine. En Union soviétique, Caridad participe activement aux conflits entre les différentes factions des communistes espagnols en exil, notamment avec Dolores Ibárruri, la Pasionaria.
Caridad trouve les conditions de vie en Union soviétique décevantes et ne s'y adaptera jamais. Elle confie avec amertume à son fils Luis et à son confident Enrique Castro Delgado qu'ils s'étaient battus pour « l'Utopie », mais qu'ils vivaient en « Enfer ». Elle dit se sentir trompée et avoir transformé son fils Ramon en meurtrier, son fils Luis en otage, et ses deux autres enfants en ruines. Elle estime que leur seule récompense avait été « cuatro porquerias » (quatre cochonneries), en faisant référence aux médailles. En 1944, non sans difficulté, Caridad elle obtient la permission de quitter l'Union soviétique. Violant les conditions convenues stipulant qu'elle devait s'installer à Cuba, elle se rend au Mexique, dans le but d'obtenir la libération de son fils Ramón. À l'insu de Caridad, sur ordre de Staline, les Soviétiques menaient une opération secrète pour organiser l'évasion de Ramón Mercader. L'intervention maladroite de Caridad Mercader s'avère contreproductive, conduisant les autorités mexicaines à durcir les conditions de détention de Ramón et les Soviétiques à abandonner leur opération. Ramón reste en prison pour purger les 16 années restantes de sa peine de 20 ans. Ramón, qui, selon son frère Luis, n'avait jamais partagé la passion de sa mère pour la cause communiste, lui reproche d'avoir fait échouer sa libération et ne lui pardonnera jamais son intervention.
Après l'échec de l'opération Utka, Caridad s'installe à Paris, où sa fille Montserrat et son fils Jorge vivent avec leurs familles, en bénéficiant d'une pension soviétique. Déçue par la réalité communiste, elle continue néanmoins obstinément à être communiste, vénérant Staline et croyant en sa doctrine. Elle se rend occasionnellement en Union soviétique pour rendre visite à ses fils, Luis, ainsi qu'à Ramón, qui s'y est installé après avoir purgé sa peine au Mexique.  Caridad Mercader meurt dans la capitale française en 1975. L'ambassade soviétique à Paris prend en charge les funérailles et l'enterrement,.

## Jeunesse
Eustacia María Caridad del Río Hernández est née à Santiago de Cuba en 1892 dans une famille aisée. Son père, Ramón del Río, est originaire de la province espagnole de Santander, mais lorsque la famille décide de retourner en Espagne, quelques années avant l'indépendance de Cuba,  ils s'installent à Barcelone, où ils intègrent l'élite sociale de la ville. Caridad a au moins deux frères. , Bien que Caridad ait affirmé plus tard que son père avait été gouverneur de Santiago ainsi que le premier planteur ayant libéré ses esclaves aux'Antilles, rien de tout cela n'est vrai. De plus, contrairement à ce qu'affirmait Caridad, sa mère n'a jamais sympathisé avec le mouvement indépendantiste cubain,.
Caridad étudie au collège catholique du Sacré-Cœur de Sarriá, fréquentant également les établissements de la congrégation à Paris et à Londres. De ce fait, elle parlera parfaitement le français et l'anglais.  Apparemment, durant son adolescence, elle ressent l'appel de la vocation religieuse, bien qu'elle ne la choisisse  pas.
Alors que Caridad avait à peine 16 ans, le 13 juin 1908, la presse barcelonaise annonçe les fiançailles de Caridad del Río avec Pablo Mercader Marina,  de sept ans son aîné et membre d'une famille prospère du secteur textile. Le père de Pablo, Narciso Mercader Sacanella, avait démarré son entreprise par une usine à Badalona, puis l'avait agrandie avec d'autres usines à Barcelone. Ces fiançailles sont donc un lien qui unissant deux familles aisées de la bourgeoisie barcelonaise. Les deux fiancés étaient cavaliers. Caridad elle-même déclarera plus tard être tombée amoureuse de Pablo Mercader pour sa maîtrise de l'équitation. Le mariage a lieu le 7 janvier 1911. Pablo Mercader avait un caractère affable, s'alignant politiquement sur le nationalisme catalan conservateur et ayant été membre du somatén. À cette époque, Caridad « est une belle adolescente au visage rond et aux traits agréables, avec un regard doux [...] dans ses yeux verts qui étaient toujours son trait le plus distinctif. »  Le couple s'installe rue Illas i Vidal, dans le quartier huppé de Sant Gervasi de Cassoles. La jeune épouse adopte le nom de famille de son mari et sera désormais connue sous le nom de Caridad, ou Caritat, Mercader.  Le couple a cinq enfants : Jorge (né en 1911), Ramón (né en 1913), Montserrat (née en 1914), Pablo (né en 1915) et Luis (né en 1923). Peu après la naissance de Pablo, Jorge contracte la poliomyélite et souffre de paralysie des deux jambes.

## Rupture du mariage et déménagement en France
Le mariage est malheureux et commence  battre de l'aile dès les premières années de vie commune. Selon sa femme, Pablo Mercader, apparemment un père de famille dévoué en privé, manifeste des penchants sexuels peu conventionnels. Comme leur fils Luis le décrira dans le documentaire saltar los cielos,,. Caridad lui avait raconté que son mari l'emmenait dans des maisons closes pour l'inciter à de nouvelles expériences sexuelles. Là, il la forçait à observer, à travers des judas dissimulés dans les cloisons des chambres, les rapports sexuels entre les prostituées et leurs clients. Ces épisodes ont suscité chez Caridad un profond mépris pour son mari, ainsi que pour sa classe sociale,.
Jusqu'alors, Caridad avait vécu selon les conventions de son entourage. Au début des années 1920, cependant, elle commence à adopter une attitude qui entre en conflit avec les coutumes bourgeoises. Selon le journaliste et écrivain Gregorio Luri – qui rapporte les propos d' Isaac Don Levine  et cite les témoignages d'Enrique Castro Delgado  et de Pablo Mercader, son premier mari  Caridad commençe à suivre des cours de peinture auprès de l'artiste valencien Vicente Borrás y Abella (es), dans l'atelier duquel elle peut établir des contacts avec des intellectuels et la Bohème. Ainsi  commence son évolution personnelle et, petit à petit, elle commence à fréquenter des cercles non conventionnels et à consommer de la morphine. Selon son fils Ramón, Caridad sera secrètement dépendante aux opiacés pendant de nombreuses années,,. En pleine période de  « pistolérisme » (assassinats à gages visant les groupes prolétariens) à Barcelone, Caridad fréquente les cercles anarchistes, allant même jusqu'à leur fournir des informations pour attaquer les intérêts commerciaux des Mercader. Comme son frère, José del Río, est juge municipal et sait quels magistrats sont en charge d'une affaire spécifique, Caridad informe les anarchistes de l'identité des juges qui s'occupent de chaque procès pour actes terroristes contre leurs camarades. Ceux-ci à leur tour utilisent ces informations pour menacer les magistrats et obtenir la libération des accusés. Le déclin de la situation économique du couple commence à cette époque, ce qui influencera également la métamorphose de Caridad. À la mort du patriarche de la famille Mercader en 1921, son fils aîné, Juan, le primogéniteur (ou Hereu en Catalogne), prend la tête des affaires familiales. Cependant, l'administration de Juan Mercader est ruineuse, l'entreprise s'effondre et il s'enfuit finalement avec sa famille.en Argentine. Le reste de la famille Mercader se retrouve dans une situation économique précaire et le couple Mercader-Del Río doit déménager dans un appartement plus modeste de la rue Ancha, dans le quartier gothique, à côté de la basilique de La Merced. Selon le journaliste et chercheur Javier Juárez (es) , Caridad doit commencer à donner des cours pour contribuer au soutien de la famille et c'est cela — et non sa relation avec l'atelier de Borrás et Abella — qui l'a fait commencer à se comporter très différemment de ceux de sa classe sociale. Pablo Mercader travaille alors comme comptable, principalement pour de petites maisons d'édition.

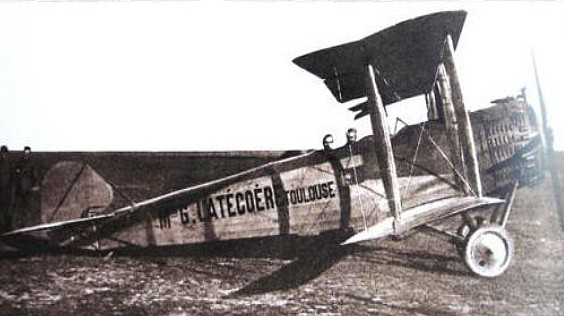
Avion de la compagnie aérienne Latécoère en 1919. Caridad Mercader noue une relation amoureuse dans les années 1920 avec Louis Delrieu, pilote de la ligne Latécoère entre Paris et Toulouse. Caridad et ses enfants partent vivre en France avec Delrieu.

Un autre facteur contribuant à la fin de son mariage sera la relation que Caridad entretient avec l'aviateur français Louis Delrieu (es). L'identité de l'aviateur a été avancée en 2013 par Gregorio Luri. Delrieu, qui pilotait régulièrement sur la ligne Latécoère entre Casablanca et Toulouse, doit effectuer un atterrissage d'urgence près d'Alicante, en 1919,. Par coïncidence, Caridad séjourne dans une propriété familiale de la région. Louis et Caridad se rencontrent et tombent amoureux : « Il était jeune, élégant et chevaleresque, et il incarnait l'aura mythique d'héroïsme qui entourait les pionniers de l'aviation. » Ils deviennent amants. Delrieu sera le parrain du plus jeune fils de Caridad, Luis, né en 1923. On dit même que Delrieu est le vrai père de Luis,. Un écrivain antistalinien comme Julián Gorkin attribue le tournant personnel et idéologique de Caridad à sa relation avec cet aviateur : « Elle a eu des relations avec un pilote d'avion, un militant communiste, qui l'a infectée de son fanatisme ». Cependant, selon Luis, son parrain, qu'il n'a pas identifié nommément, était membre des Croix-de-feu, une organisation fasciste française, fondée en 1927.
Tous ces scandales conduisent les familles Del Río et Mercader à prendre des mesures drastiques. Selon le récit de Caridad, son implication dans des attentats anarchistes avait été découverte et elle risquait d'être emprisonnée. Une nuit de 1923, des infirmières de l'asile Nueva Belén de Sant Gervasi, accompagnées des frères de Caridad, entrent chez elle, lui mettent une camisole de force et procèdent à son enfermement. Son mari et ses frères ont estimé préférable qu'elle soit considérée comme folle plutôt que de finir en prison. À l'asile, elle est détenue au secret pendant trois mois, soumise à un traitement extrêmement agressif, avec de fréquentes douches froides et des électrochocs « J'ai vraiment cru que j'allais devenir folle là-bas », avouera-t-elle à son fils Luis. Elle ne pardonnera jamais à sa famille cette expérience traumatisante. Dès lors, elle se considèrera libre de tout lien familial ou social.
Finalement, elle réussit à être libérée de l'hôpital psychiatrique. Caridad racontera à son fils Luis que ce sont ses amis anarchistes qui, après avoir découvert où elle se trouvait, ont menacé de mort son mari et son frère s'ils ne la laissaient pas sortir de l'hôpital, ce qu'ils ont finalement accepté.
À sa libération, Caridad décide de changer radicalement de vie et de couper toute relation avec sa famille. Entre 1924 et 1925, elle emmène ses cinq enfants et part avec Delrieu dans la ville française de Dax, dans les Landes. Elle y vit heureuse avec son amant jusqu'en 1928, date à laquelle elle décide de mettre fin à leur relation.
Peu après son installation à Toulouse, où elle tient un restaurant, Caridad tente de se suicider ,. Prévenu, Pablo Mercader, toujours légalement son mari, se rend en France et prend en charge Montserrat, Pablo et Luis, leurs trois plus jeunes enfants. Ils retournent à Barcelone, où les trois enfants sont scolarisés dans des internats religieux, principalement en raison de la situation économique modeste de Pablo Mercader. Jorge et Ramón restent à Toulouse, où ils étudient l'hôtellerie dans une école professionnelle, le premier pour devenir chef cuisinier et le second pour être maître d'hôtel.
Après sa guérison, Caridad part vivre à Paris, où elle rejoint un groupe au sein du Parti socialiste français, plus précisément la Section française de l'Internationale ouvrière (SFIO) du 15e arrondissement. Ce groupe, très à gauche du parti, est dirigé par Marceau Pivert, qui formera en 1935 une faction au sein de la SFIO (Gauche révolutionnaire), qui se diviserait plus tard et adopterait le trotskisme. Il existe une photo de 1928  sur laquelle Caridad Mercader apparaît lors d'une excursion à la campagne avec plusieurs partisans de la SFIO, parmi lesquels Pivert lui-même et sa fille Jacqueline. Certains témoignages postulent que c'est à cette époque qu'elle entre en contact avec l'espionnage soviétique. Gorkin affirme que c'était dès 1928, selon le témoignage d'un « ancien attaché culturel à l'ambassade soviétique à Paris ». À cette époque, elle rencontre peut-être aussi Leonid Eitingon, un officier du renseignement soviétique, qui la recrutera plus tard. Eitingon aurait été en Chine, en France et en Allemagne avant d'être affecté en Espagne. Mary-Kay Wilmers, dans sa biographie de plusieurs membres de la famille Eitingon publiée en 2012, ne donne pas d'informations sur Eitingon entre son départ d' Istanbul — sa prochaine destination après la  Chine — en 1931 et son arrivée en Espagne en 1936. Pável Sudoplátov, dans son récit sur ses activités au sein du NKVD, publié dans les années 1990, Special Tasks, dit seulement qu'au début des années 1930, après son séjour en Chine, Eitingon a été affecté aux États-Unis et que, à son retour en Union soviétique, il a obtenu un poste de direction au sein du NKVD. Quoi qu'il en soit, au début des années 1930, Caridad s'affilie au Parti communiste français (PCF). Selon Levine, elle servait de messagère pour l'Internationale communiste et, peut-être, pour le NKVD. Levine soutient que Caridad racontait à ses proches comment Maurice Thorez, secrétaire général du PCF, Jacques Duclos et d'autres dirigeants communistes français se comportaient au lit. . Également à la même époque, vers 1930, Montserrat s'échappe du pensionnat où elle étudie à Barcelone et va vivre avec sa mère en France. Montserrat rejoint le PCF et y rencontre André Marty, dont elle deviendra plus tard la secrétaire, pendant la guerre civile espagnole.

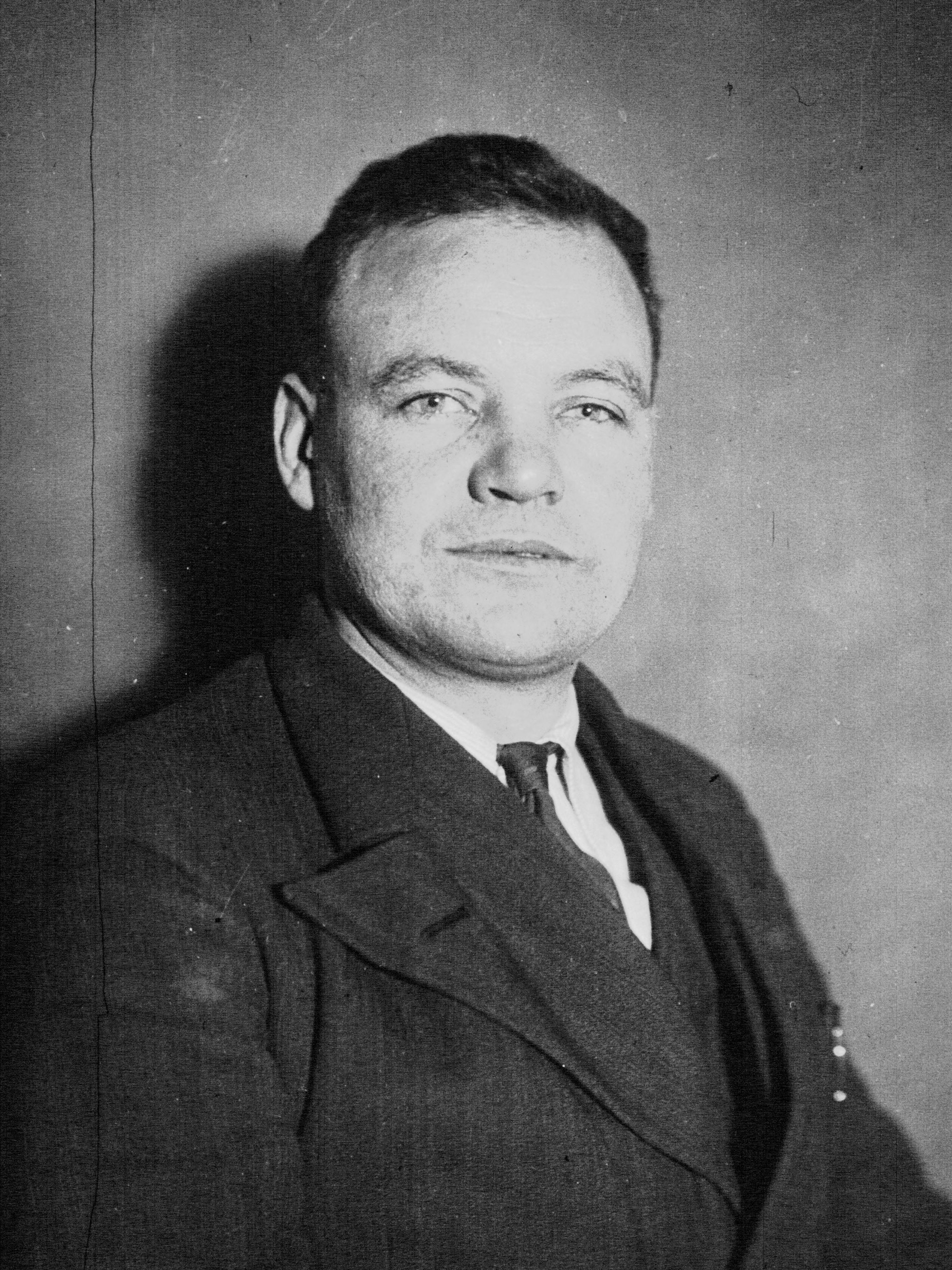
Maurice Thorez, secrétaire général du Parti communiste français, en 1932. Selon Isaac Don Levine, Caridad Mercader a été son amante lors de son séjour en France dans les années 1930.

Lorsque la République est proclamée en Espagne en 1931, Ramón retourne à Barcelone, où il trouve un emploi à l'hôtel Ritz. À cette époque, Ramón est déjà un militant communiste, comme il le dit à son frère Luis. En 1935, au retour de sa mère en Espagne, Ramón est un communiste convaincu depuis plusieurs années. Ses deux frères et sœurs, Jorge et Montserrat, ainsi que sa mère, restent en France. L'autre fils de Caridad, Luis, se souvient que tout au long de son séjour dans un pensionnat à Barcelone, de 5 à 11 ans, il n'avait reçu qu'une seule visite de Caridad, accompagnée de Ramón. Jorge ne retourne pas en Espagne, et Luis ne le revoit pas jusqu'à son arrivée en France en 1937. De son côté, Caridad a des problèmes avec la police française, qui lui interdit de résider à Paris, et elle s'installe donc dans les environs de Bordeaux. En 1935, Caridad est arrêtée et, comme elle le racontera à Luis, la police la bat brutalement, lui causant une perte de vision pendant 15 jours. Elle est ensuite expulsée du pays. En juin 1935, Ramón est arrêté pour son militantisme communiste.

## Retour à Barcelone et participation à la guerre civile espagnole
Après avoir été expulsée de France, Caridad s'installe à Barcelone  et rejoint le Parti communiste de Catalogne (Partido Comunista de Cataluña, PCC), la petite branche catalane du Parti communiste espagnol, dans laquelle son fils Ramón était déjà actif. Elle participe au processus de rassemblement de presque tous les partis ouvriers catalans qui donnera naissance au Partit Socialista Unificat de Catalunya (PSUC), et début juillet 1936 elle est nommée par le PCC, avec Pere Ardiaca, membre de la rédaction de Treball, qui sera l'organe officiel du nouveau parti. Parallèlement, à la mi-1936, Caridad fait partie du secrétariat des services de presse des Olympiades populaires, l'événement multisports qui va se tenir en juillet de cette année-là à Barcelone en réponse aux Jeux olympiques de Berlin. Luis  déclare qu'à cette époque, lorsqu'il vivait avec son père, il voyait rarement Caridad.
Au petit matin du 18 au 19 juillet 1936, la Coup d'État de juillet 1936 à Barcelone (es) se révolte. Caridad participe activement aux combats contre les troupes rebelles, notamment à l'assaut contre la Capitainerie générale de Barcelone (es), mené par le chef des rebelles barcelonais, le général Manuel Goded, arrivé de Palma de Majorque quelques heures auparavant. On raconte que le soir du 19, c'est Caridad Mercader qui convaincit les miliciens, après la reddition des soldats, d'emmener Goded devant le président de la Généralité, Lluís Companys, au lieu de l'exécuter sur-le-champ. Une fois devant le président, Goded accepte de diffuser un message reconnaissant l'échec du soulèvement en Catalogne et demande à ceux qui résistent encore de se rendre. Le rôle de Caridad Mercader dans cet épisode est raconté par le journaliste français André Jacquelin dans son ouvrage Espagne et liberté : le second Munich (1939) : « Miliciens et miliciennes se groupèrent autour de lui [le général Goded], et parmi ces derniers il faut souligner les exemples de Louise Michel [catalane] ainsi que de Caridas [sic] Mercader, aux vêtements en lambeaux mais sublime dans sa foi ardente. Au péril de sa vie, elle avait sauvé du massacre le célèbre général rebelle Goddet [sic] (gouverneur de Barcelone) pour le livrer vivant au tribunal du peuple. ». Le récit est également publié le 26 juillet dans La Dépêche de Toulouse.

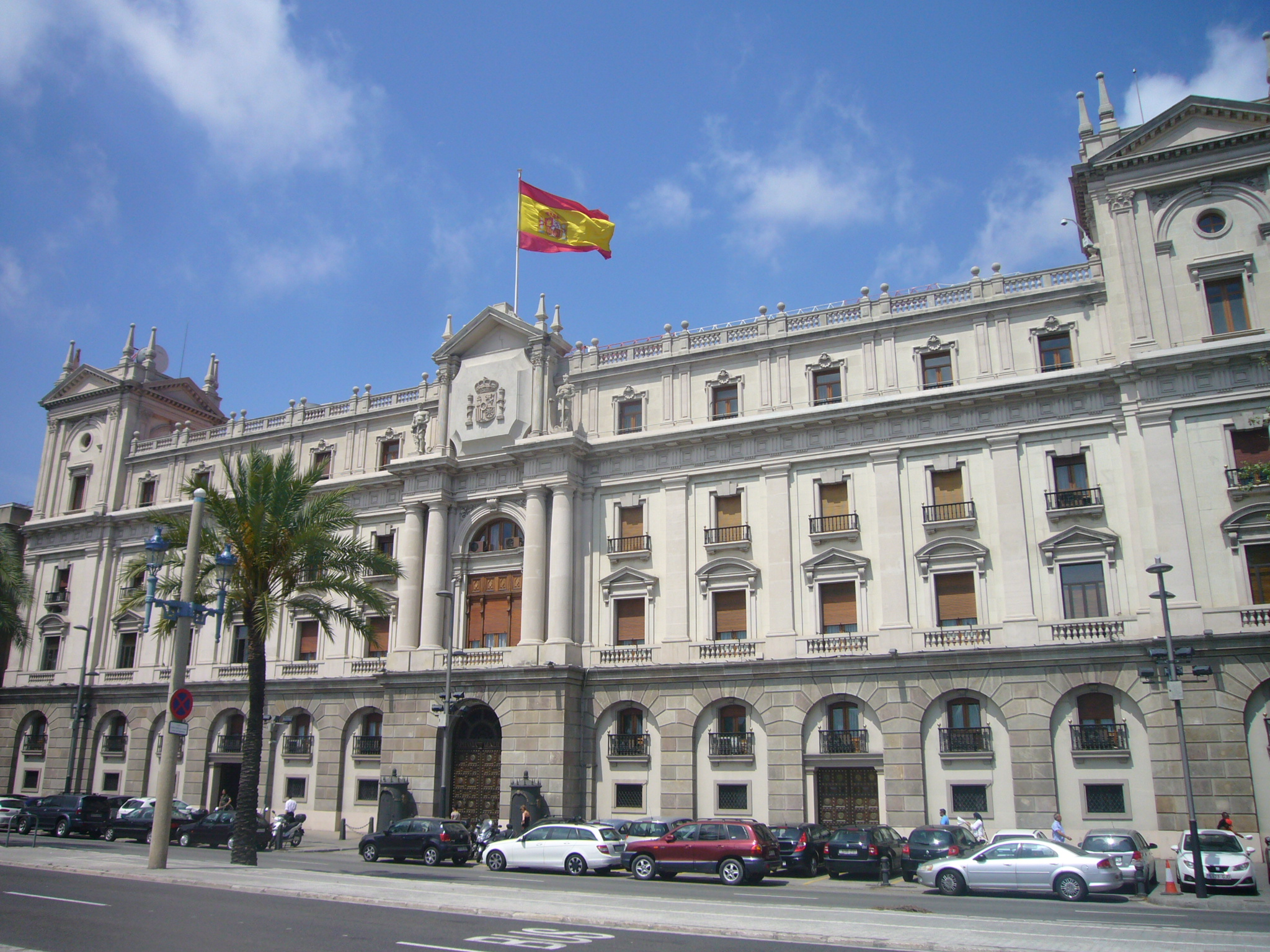
Façade du bâtiment de la Capitainerie générale sur le Paseo de Colón à Barcelone, où le général Goded s'est barricadé. Après sa reddition, Caridad Mercader a persuadé les miliciens de le laisser en vie et de le remettre au président de la Généralité, Companys.

Après l'échec du soulèvement de Barcelone, Caridad s'implique activement dans l'organisation des premières colonnes qui se forment dans la ville pour mater les rebelles. Les sources divergent quant à l'affectation de Caridad Mercader : selon plusieurs, elle part pour le front d'Aragon dans la colonne dirigée par Durruti et Pérez Farrás (es) — la colonne Durruti  bien qu'il soit également possible qu'elle ait rejoint la Trueba-Del Barrio, formée par des milices communistes Ses fils Ramón et Pablo rejoignent également la colonne de leur mère,  tandis que sa fille Montserrat et son gendre, Jacques Dudouyt, arrivent en Espagne comme volontaires. Montserrat y travaille comme secrétaire d'André Marty, qui dirige les Brigades internationales d'une main de fer. Quelques jours plus tard, Caridad est grièvement blessée lors d'une attaque aérienne. Certaines sources affirment que c'est à Tardienta là où opérait la colonne Carlos Marx (es), tandis que d'autres suggèrent Bujaraloz, appartenant au secteur de la colonne Durruti,,. Des éclats d'obus lui causent onze blessures, certaines d'entre elles assez graves, de sorte qu'elle doit être évacuée à Lérida, où elle subit une intervention chirurgicale et ses blessures soignées. Bien qu'elle se rétablisse presque complètement, elle en a conservé quelques séquelles chroniques, comme une inflammation intestinale. Huit semaines après avoir été blessée au front, elle quitte l'hôpital.
La propagande communiste est largement utilisée pour faire de Caridad Mercader le modèle des combattantes antifascistes catalanes, la qualifiant de « Pasionaria catalane » ou « Fleur de la passion de Catalogne ». Ainsi, dans son numéro du 1er septembre, Treball, l'organe officiel du PSUC, l'utilise comme exemple des femmes volontaires ayant rejoint les milices par engagement politique et non par frivolité : « Mercader est loin d'être la jeune femme exubérante qui s'habille en salopette pour des raisons que personne ne comprend, comme celles qui apparaissent aujourd'hui dans les pages illustrées de certains magazines à sensation et même parfois dans la Presse jaune. »   Pour preuve de son prestige, 'écrivain et révolutionnaire cubain Juan Marinello, qui la rencontre  en 1937, lui dédie, avec beaucoup d'exagérations et d'éloges, l'un des chapitres de son livre Moment espagnol, écrit en 1937, rassemblant des articles sur la guerre civile espagnole : « Anarchiste pendant de nombreuses années, pratiquante de l'action directe comme unique action, adepte et pratiquante de l'attentat à la bombe, elle arrive au marxisme par conviction lente et ferme. Lorsqu'elle a trouvé la vérité, elle y entre avec une passion charnelle. [...] Ce que les femmes ont fait pour la liberté du monde en terre espagnole ne rentrerait pas dans la plus vaste anthologie de l'héroïsme [...]. Le plus étonnant est la calme détermination avec laquelle elle marche vers une mort certaine. On ne compte plus les cas de femmes marchant, conscientes, vers le sacrifice suprême sans hésitation, sans un tremblement, sans un geste, sans une plainte [...]. » ,.
Français Caridad ne retournera pas au front, mais est chargée de diriger une mission de propagande pour la Généralité de Catalogne, le PSUC et le Comité des milices antifascistes de Catalogne ( Comité de Milicias Antifascistas de Cataluña ) au Mexique et aux États-Unis dans le but d'acquérir des armes et de l'argent. L'expédition embarque du port de Barcelone le 18 septembre 1936. Parmi d'autres militants communistes, Caridad était accompagnée de sa fille Montserrat, ainsi que de Lena Imbert, enseignante, militante communiste et petite amie de son fils Ramón, qui lui servait de secrétaire,. Le navire sur lequel ils voyagent, le Manuel Arnús, arrive à La Havane le 25 octobre. Là, les officiers désertent, rejoignant le camp rebelle, tandis que les membres de l'expédition sont détenus par les autorités cubaines, hostiles à la République espagnole. Grâce aux efforts du gouvernement mexicain, ils purent atteindre le Mexique à bord d'un navire de guerre mexicain. Les membres de l'expédition arrivent à Veracruz le 10 novembre et sont reçus par le président Lázaro Cárdenas et son épouse. Le 17 du même mois, Caridad et deux autres membres de la mission s'adressent à la Chambre des députés mexicaine ( Cámara de Diputados Mexicana ),

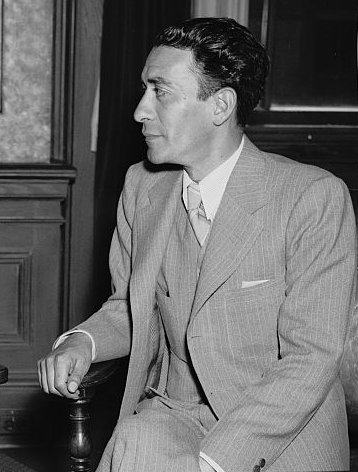
Vicente Lombardo Toledano, secrétaire général de la Confédération des travailleurs mexicains (Confederación de Trabajadores de México) et collaborateur du NKVD, selon les documents déclassifiés du projet Venona, était l'un des participants de l'expédition de Caridad Mercader au Mexique en 1936.

De ce séjour au Mexique date une anecdote mettant en vedette Bartolomeu Costa-Amic (es), membre du POUM à l'époque, et qu'il n'a rendue publique qu'en 1994, lorsqu'il a publié ses mémoires. Costa-Amic, avec d'autres militants du parti antistalinien, était arrivé au Mexique en octobre 1936, faisant partie d'une délégation effectuant une tournée de propagande pour obtenir des armes et de l'argent dans ce pays. Dans ses mémoires, il revendique, au nom d' Andreu Nin, la responsabilité des efforts qui ont conduit le président Lázaro Cárdenas à accorder l'asile à Trotsky au Mexique, Le 20 novembre, Caridad Mercader, vêtue d'une salopette de milicien, et bras dessus bras dessous avec le dirigeant syndical mexicain Lombardo Toledano, occupait la tête d'une marche annuelle commémorant la Révolution mexicaine à Mexico. Selon Costa-Amic, dont la première femme avait rencontré Caridad Mercader dans l'atelier de couture de La Innovación à Barcelone, elle aurait reconnu la dirigeante communiste catalane et l'aurait réprimandée en lui disant, en catalan : « Garce, tu es venue organiser l'assassinat de Trotsky », ce à quoi Mercader aurait répondu de manière évasive . Cependant, à la date de la manifestation, le 20 novembre, les sources de l'époque s'accordent à dire qu'il n'avait pas encore été décidé d'accorder l'asile à Trotsky, ce qui détruirait la crédibilité des déclarations de Costa-Amic. Quoi qu'il en soit, l'expédition de Caridad Mercader rentre en Espagne à la fin de l'année, s'arrêtant aux États-Unis, où elle mène également des activités de propagande. Après avoir quitté New York sur un navire qui transporte également une centaine de volontaires américains allant en Espagne pour rejoindre le bataillon Lincoln, elle arrive en Espagne Le 7 janvier 1937.
De retour de sa tournée nord-américaine, Caridad Mercader apprend que son fils Pablo est mort quelques jours auparavant sur le front de Madrid. Le 3 janvier, au début de la troisième bataille de la route de La Corogne, un char ennemi passe au-dessus du nid de mitrailleuses où il se trouve, près de Brunete,,. C'est Luis, qui viit encore avec son père, qui l'informe que Pablo est mort au combat. Caridad demande alors à Luis d'emménager avec elle, ce qu'il accepte, abandonnant son père. Selon les mots de Luis, « mon père était un simple citoyen inconscient de ce qui se passait autour de lui. Au contraire, ils [Caridad, Ramón et Pablo] étaient des héros. ». N'ayant guère vécu avec sa mère de son vivant, Luis voit cette demande comme une occasion de se rapprocher d'elle, et il accepte. Il ne reverra jamais son père. La mère et le fils vivent dans un palais situé sur le Paseo de la Bonanova, à Sarrià, réquisitionné par Ramón, et qui avait appartenu à un parent de la famille Mercader. Le palais sert également de quartier général à l'état-major du bataillon commandé par Ramón.
À cette époque, Caridad Mercader est nommée à la tête du Groupe de femmes antifascistes (Asociación de Mujeres Antifascistas (es)), mais elle se désengage progressivement des tâches de mobilisation et de propagande à mesure qu'elle s'implique davantage dans le travail de la police politique soviétique, qui l'a recrutée au début de cette année-là. Cependant, avec d'autres femmes militantes du PSUC, elle participe aux combats qui ont lieu pendant les Journées de mai 1937, selon son fils, transportant des armes et des munitions pour les forces communistes qui prenant part au combat. Une photo est conservée par Agustí Centelles où Caridad Mercader apparaît en train de participer à l'enlèvement des barricades à Barcelone après les événements. On sait également que Marinello a rencontré Caridad Mercader lors de son voyage en Espagne à l'occasion de sa participation au IIe Congrès international des écrivains pour la défense de la culture ( II Congreso Internacional de Escritores para la Defensa de la Cultura ), qui a lieu en juillet 1937. Également en juillet, afin qu'il puisse continuer ses études, Caridad envoie Luis à Paris pour vivre avec sa sœur Montserrat et son mari,  qui étaient rentrés en France après avoir eu de profonds désaccords avec Marty.

## Agente du NKVD

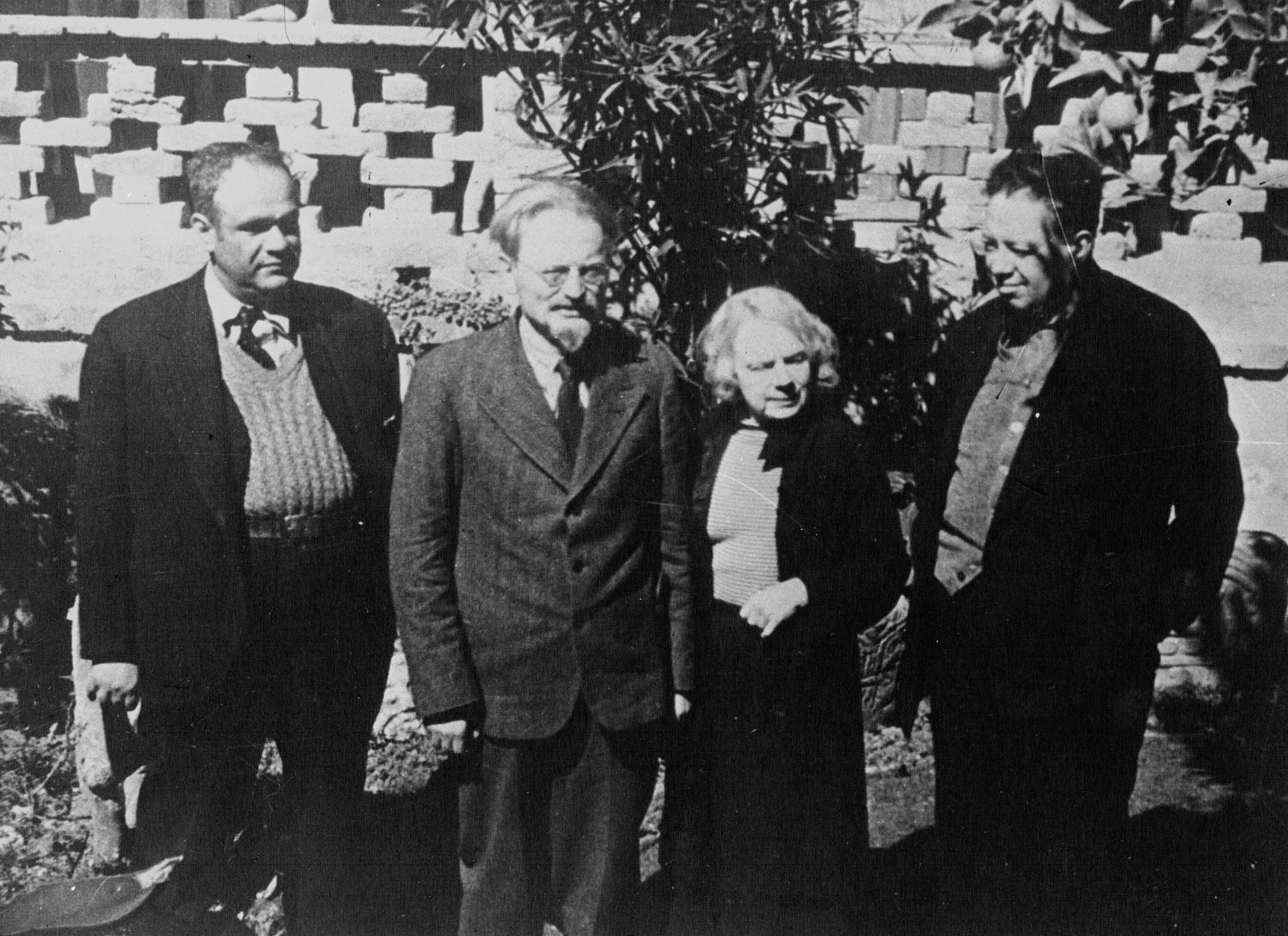
Trotsky et sa femme au Mexique en 1937.

Les informations disponibles dans les anciennes archives soviétiques sur Caridad Mercader n'ont pas été explorées systématiquement. On sait qu'elle est recrutée début 1937,. Un épisode raconté par Luis Mercader fait état de sa visite avec sa mère, peu après leur retour du Mexique à l'hiver 1937, à Ramón sur le front de Madrid où il se trouvait. Luis n'a pas précisé la date. Ramón et Caridad ont eu une longue conversation, dansle but, selon Luis, de convaincre Ramón de rejoindre également le NKVD. Des mois plus tard, en avril, Luis aurait tiré ses conclusions : « …J'ai découvert que ma mère était affiliée aux Soviets (nous les appelions ainsi). Plus tard, j'ai compris que mon frère Ramón y était affilié » . Grâce à Caridad Mercader, le NKVD recrute également d'autres communistes espagnols, comme África de las Heras, ou Carmen Brufau, une amie de Caridad.
Quant à savoir qui a introduit Caridad dans l'appareil d'espionnage soviétique, deux options ont généralement été suggérées : Erno Gerö et Leonid Eitingon. Gerö, qui utilisait le pseudonyme de Pedro, était un communiste hongrois se trouvant à Barcelone en tant que délégué de l'Internationale communiste (Internacional Comunista) au sein du PSUC. Depuis 1932, il était au PCC et chef de la mission du NKVD en Catalogne. Selon Luis, Gerö était une personne très proche de sa famille, qui « aurait pu être [...] un lien entre les Soviétiques et ma famille à cette époque ». Caridad l'aimait beaucoup,. Cependant, la responsabilité du recrutement de Caridad Mercader est traditionnellement attribuée à Leonid Eitingon, qu'elle a peut-être rencontré des années auparavant en France. La documentation disponible au Service fédéral de sécurité de la fédération de Russie (FSB, successeur du KGB) confirme qu'il s'agissait du recruteur de Caridad Mercader. Eitingon, un officier éminent du Département des opérations spéciales du NKVD, est envoyé en Espagne quelques semaines après le début de la guerre, comme adjoint d'Alexandre Orlov, chef du NKVD en Espagne. Il fait plusieurs séjours pendant la guerre à Barcelone. En fait, c'est Eitingon qui fait emmener Luis Mercader au consulat soviétique pour le protéger pendant les combats de mai 1937. Après la défection d'Orlov en 1938, Eitingon, qui agit sous le pseudonyme de général Kotov, devient responsable de la mission du NKVD en Espagne. On a souvent spéculé sur la question de savoir si Caridad Mercader et Eitingon, de sept ans son cadet, étaient amants. Gorkin l'a affirmé avec insistance. Des historiens comme Robert Conquest et Hugh Thomas vont dans le même sens, tandis que Sudoplátov, chef du département des opérations spéciales du NKVD pendant la Seconde Guerre mondiale, le nié : « ... cela aurait été contraire aux bonnes pratiques professionnelles. [...] ils étaient de bons amis mais pas physiquement intimes, malgré la réputation bien méritée d'Eitingon d'homme à femmes »,. Son fils, Luis, le nie également : « Je ne crois pas que ma mère et Leoníd étaient amants. [...] Ils entretenaient simplement des relations amicales et fraternelles, typiques de camarades communistes. C'est aussi exactement l'opinion des enfants d'Eitingón ». De son côté, Mary-Kay Wilmers souligne qu'Eitingon était un coureur de jupons. Quoi qu'il en soit, Eitingon était le responsable de Ramón et de Caridad Mercader au sein du NKVD.
Les informations sur la situation de Caridad à partir de la mi-1937 sont rares et parfois contradictoires, étant presque toujours liées aux aventures de Ramón. Il est généralement admis qu'au cours de l'été de cette année-là, Ramón disparait d'Espagne pour recevoir une formation. C'est ce que déclare Luis Mercader, qui ne mentionne pas où cette formation a eu lieu). Bien que des auteurs tels que Wilmers, Levine ou Gorkin maintiennent que c'était en Union soviétique,,, la documentation conservée au FSB indique que Ramón a reçu son éducation en France. Cela coïncide avec ce qu'a déclaré Luis Mercader, qui soutient que Ramón a été en Union soviétique pour la première fois en 1960, après avoir quitté sa prison au Mexique. De son côté, dans son livre Tâches spéciales, Soudoplatov raconte comment, alors qu'il n'était encore qu'un simple agent, il assassine le leader de l'opposition ukrainienne Yevhen Konovalets à Rotterdam à la fin du mois de mai 1938. Lors de sa fuite vers l'Union soviétique, il passe trois semaines à Barcelone, où il aurait rencontré Ramón Mercader. Au cours de l'été de cette année-là, Eitingon envoie Ramón à Paris depuis Barcelone. Là, Eitingon le charge d'infiltrer les organisations trotskistes françaises. Bien que Staline n'avait pas encore donné l'ordre d'assassiner Trotsky, le NKVD avait commencé à préparer l'opération, sans que Ramon Mercader ne soit pas encore directement impliqué dans l'affaire. Léon Trotsky, qui avait été l'un des plus fidèles collaborateurs de Lénine, vivait en exil au Mexique depuis janvier 1937, après avoir été contraint de quitter la Norvège sous la pression du gouvernement soviétique. Grâce aux efforts des trotskistes américains, par l'intermédiaire de Diego Rivera, le président mexicain Lázaro Cárdenas avait accepté de lui accorder l'asile.
Selon le témoignage de Clémence Béranger, Ramón se serait installé à Paris — où sa mère était depuis « quelque temps » — à une date indéterminée de 1938. Instruit par Eitingon, Ramón doit séduire Sylvia Ageloff, une assistante sociale américaine et trotskiste, qu'il utilise pour s'introduire dans l'entourage de Trotsky. Ramón Mercader utilise la fausse identité de Jacques Mornard, le fils supposé d'un diplomate belge. Ageloff arrive à Paris fin juin 1938, en vacances et profite du voyage pour assister à la réunion de fondation de la Quatrième Internationale (Cuarta Internacional). Elle ignore que sa rencontre fortuite avec Mornard-Mercader est arrangée par les services secrets soviétiques. Mercader séduit Sylvia Ageloff et poursuit sa relation avec elle jusqu'à son départ pour New York en février 1939. Dès lors, ils continuent à s'écrire, ce qui n'empêche pas Ramón de tenterde se rapprocher du cercle de Trotsky  par d'autres moyens. Après l'assassinat de Trotsky, Frida Kahlo déclare avoir rencontré Mercader lors de son séjour à Paris (janvier-avril 1939). Il lui aurait demandé de l'aider à trouver une maison près de Musée maison de León Trotsky (es) à Coyoacán, dans la banlieue de Mexico, ce que Kahlo refuse.
De son côté, bien que ses enfants Montserrat et Luis vivent également à Paris, Caridad ne reste pas avec eux. Ramón, quant à lui, vit avec sa compagne, Lena Imbert. Initialement, Luis vit avec Montserrat et son mari, qui étaient revenus d'Espagne. Plus tard, au milieu de l'année 1938, Caridad forçe Luis à aller vivre chez la mère de Daniel Béranger. Luis et sa mère se voient environ deux fois par mois. En mars 1939, Caridad s'arrange avec Eitingon pour transférer son fils Luis en Union soviétique, anticipant le début de la Seconde Guerre mondiale.

## Intervention dans l'assassinat de Trotsky: Opération Utka (Canard)

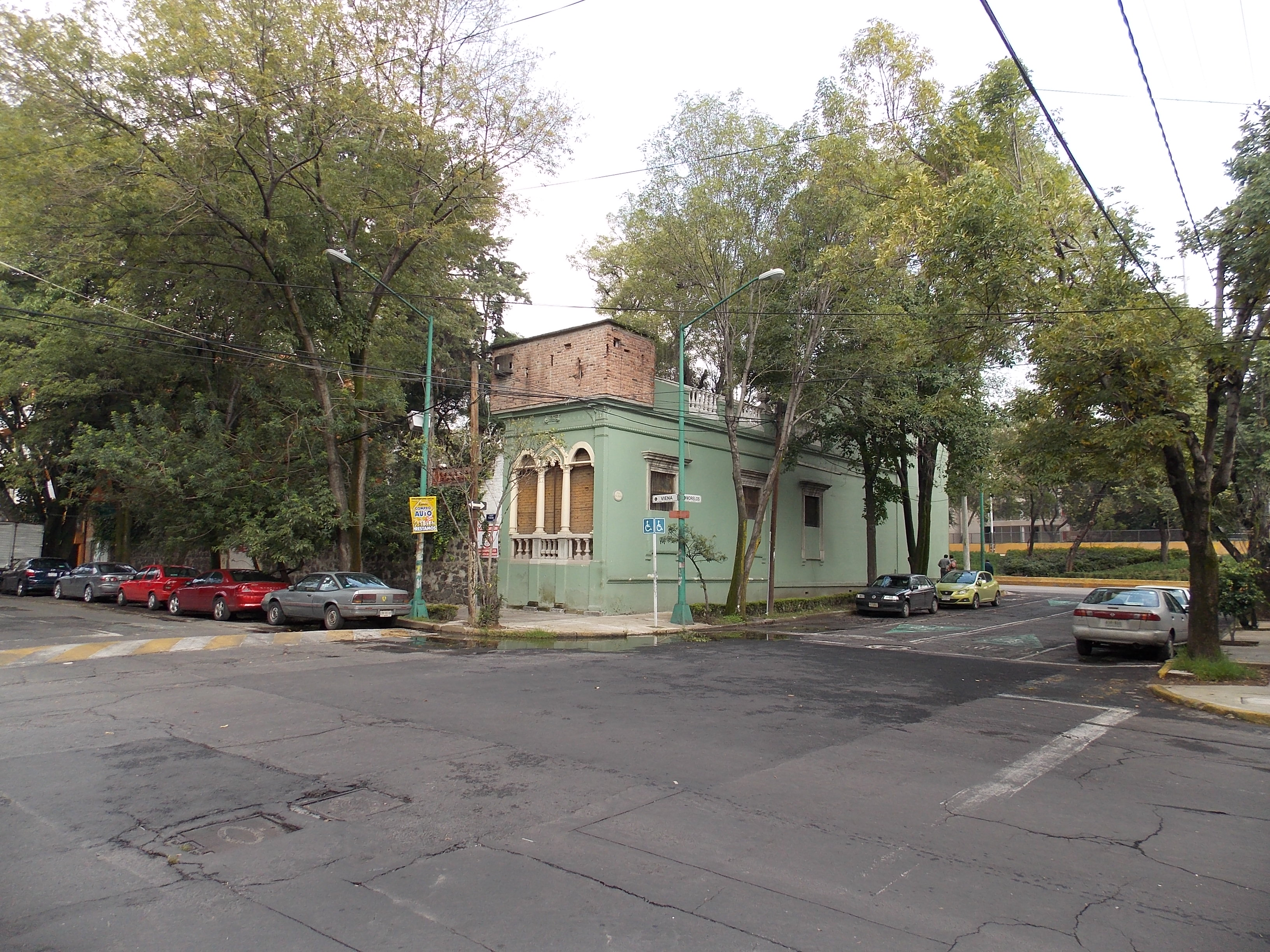
La maison de Trotsky à Coyoacán, actuellement la Maison Musée Léon Trotsky.

En mars 1939, Soudoplatov, déjà directeur du Département des opérations spéciales, reçoit de Staline l'ordre explicite d'assassiner Trotski  Eitingon, fraîchement arrivé à Moscou, planifie l'opération Utka (Canard) sur ordre de Soudoplatov. Le plan n'est élaboré qu'en juillet et ce n'est qu'au début du mois d'août qu'il est personnellement approuvé par Staline. L'opération Utka comprend plusieurs groupes composés de communistes espagnols et mexicains recrutés pendant la guerre civile espagnole. L'un d'eux est dirigé par le muraliste mexicain David Siqueiros et a pour objectif d'assassiner le leader en exil ; l'autre est composé de Caridad et Ramón Mercader et devait se limiter à la surveillance et à la collecte d'informations. La participation de la mère et du fils était prévue dès la première version du plan.
Au début de l'été 1939, Eitingon se rend à Paris, accompagné de Soudoplatov, venu d'Union soviétique, et passe deux mois à former Caridad et Ramón. Tous deux se rendent à New York fin août,  Le déclenchement de la Seconde Guerre mondiale conduit Moscou à donner l'ordre de suspendre le transfert de l'Eitingon et de Mercader vers l'Amérique,  mais ces ordres ne furent pas suivis. De New York, on pense que Caridad s'est rendue au Mexique via Cuba. Ramón reste quelques semaines à New York avant de rejoindre le Mexique début octobre, d'où il convainc Sylvia Ageloff de le rejoindre. On ignore toutefois quand il arriv au Mexique, car on dispose de peu d'informations sur la période allant de décembre 1939 à mai 1940,,
D'après les documents en possession du FSB, on sait qu'Eitingon, après avoir passé quelque temps à New York, s'est également rendu au Mexique, et que Caridad, qui était également au Mexique, a quitté le pays et est retournée temporairement à New York avec une escale à Cuba après avoir été reconnue. Le voyage a lieu le 21 mai. Tôt le matin du 23 au 24 mai, un groupe d'hommes armés, dirigé par Siqueiros, attaque la maison de Trostky à Coyoacán sans même le blesser.
Eitingon doitt signaler l'éhec de l'opération. La nouvelle parvient à Moscou par un message acheminé par courrier jusqu'à New York, puis transmis en code à la capitale soviétique. À la réception du message, Staline, furieux, convoque Soudoplatov et Beria, qui lui expliquent que le plan alternatif serait mis en œuvre. Cependant, le rôle de Caridad Mercader dans la nouvelle opération semble secondaire, et on ignore quel fut précisément son rôle. Ramón était au Mexique depuis plusieurs mois, sous une fausse identité et comme petit ami de Sylvia Ageloff, et s'était consacré uniquement à la collecte d'informations, sans avoir personnellement rencontré Trotsky. Quelques jours après l'échec de la tentative du groupe de Siqueiros, Ramón Mercader rencontre finalement Trotsky grâce à sa relation avec Ageloff. Fin juin, il se rend à New York pendant dix jours pour recevoir des instructions. Quelques jours après le retour de Ramon au Mexique, Caridad revient  également. Après plusieurs mois durant lesquels Ramón entretient des relations avec le dirigeant en exil, le 20 août 1940, Ramón entre chez Trotsky et réussit à le rencontrer seul à seul, sous prétexte que Trotsky révisait un article qu'il avait écrit. Là, Ramón frappa Trotsky à la tête avec un piolet. Selon Sudoplátov, Eitingon et Caridad Mercader avaient initialement prévu d'attaquer la maison de Trotsky pendant que Ramón se trouvait à l'intérieur. Ramon profiterait de la confusion pour tirer sur sa cible. Ramón désapprouva le plan et décida d'assassiner Trotsky seul, .
Trotsky meurt le lendemain. Selon le plan convenu, Caridad Mercader et Eitingon attendaient Ramón près de la maison forteresse de Trotsky dans une voiture – d'autres sources parlent de deux voitures  – pour l'aider à s'échapper. Ils comprennent que l'attaque avait échoué dès qu'ils observent le tumulte et entendent les sirènes de police sans que Ramón ne sorte. Ils prennent rapidement la fuite et quittent le pays. Cependant, selon le témoignage de l'avocat de Ramón Mercader, Eduardo Ceniceros, c'est Caridad qui, avant de quitter illégalement le pays, prend les dispositions nécessaires pour que son fils reçoive une assistance juridique. L'avocat choisi, sur la suggestion de Lombardo Toledano, est Octavio Medellín Ostos. Caridad n'a pas révélé l'identité du meurtrier présumé de Trotsky ni qu'il était son fils : « Regardez, maître, ce que ce garçon a fait. Il est le fils d'un cher camarade qui se trouve hors du Mexique, et moi, en raison de cette amitié avec sa mère, je suis venu vous demander de prendre en charge sa défense. .

## En Union soviétique

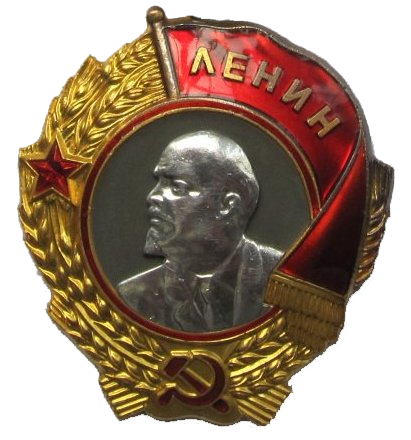
Insigne de l'Ordre de Lénine. Il a été décerné à Caridad Mercader en 1941, après son arrivée en Union soviétique.

Caridad Mercader et Eitingon se rendent à Cuba depuis le Mexique et y restent cachés. Les versions des documents du FSB et des archives de Sudoplátov diffèrent sur certains points, comme l'itinéraire suivi par Eitingon après avoir quitté Cuba, mais s'accordent sur Caridad. Selon Sudoplátov, tous deux sont restés à Cuba pendant six mois, ce qui correspond au temps qu'il leur a fallu pour arriver en Union soviétique. De là, ils maintiennent le contact avec Ramón par l'intermédiaire des avocats chargés de sa défense. Ofelia Domínguez Navarro, juriste, écrivaine et militante communiste cubaine, faisait partie de l'équipe de défense de Ramón Mercader au Mexique. Selon ses mémoires de 1971, 50 años de mi vida ( 50 ans de ma vie ), elle a été secrètement embauchée à La Havane par une mystérieuse Espagnole qui aurait pu être Caridad Mercader elle-même. Cependant, à partir de ce moment, les versions divergent. La documentation du FSB indique qu'Eitingon a quitté Caridad à Cuba et estt arrivé en Union soviétique avec une escale en Europe,. Sudoplátov, d'autre part, dit que tous deux ont quitté Cuba en direction de New York, qu'ils ont traversé le pays jusqu'en Californie, où Eitingon a contacté les agents qu'il avait recrutés lors de sa mission aux États-Unis, et qui de San Francisco ont traversé le Pacifique en bateau et sont arrivés à Moscou sur le Transsibérien. L'itinéraire suivi par Caridad selon les fichiers du FSB est similaire.
Français Le 17 juin, Lavrenti Beria, le directeur du NKVD, organise une grande réception au cours de laquelle le président du Présidium du Soviet suprême de l'Union soviétique, Mikhaïl Kalinine, décore Caridad Mercader de l'Ordre de Lénine. Elle est la première femme étrangère à l'obtenir. L'étoile de Héros de l'Union soviétique sera réservée à Ramón. Caridad reçoit un appartement qui, selon les normes moscovites, était un luxe ; Elle y vit avec son fils Luis, qui était dans le pays depuis près de 2 ans. Cependant, ils peuvent être ensemble que quelques mois car, lorsque l'invasion allemande de l'Union soviétique a lieu, ils doivent se séparer à nouveau. Luis s'enrôle dans l'Armée rouge après avoir acquis la citoyenneté soviétique, nécessaire pour rejoindre la milice.
Malgré les demandes persistantes des exilés de s'enrôler et ainsi de défendre l'Union soviétique, patrie du socialisme, la réponse initiale sera négative, à la fois en raison de leur statut d'étrangers et de la nécessité future d'utiliser ces cadres dans leurs pays d'origine. Sur l'insistance des exilés – et pas seulement des Espagnols –, en juillet 1941, ils sont autorisés à s'enrôler dans une unité militaire du département des opérations spéciales du NKVD : la Brigade motorisée indépendante de tireurs spécialement désignés (OMSBON), qui atteindra finalement 20 000 membres. Cette unité comprenait des volontaires de différents pays et était l'une des unités chargées de la défense de Moscou, ainsi que du maintien de l'ordre dans la ville. Au sein de l'OMSBON, une compagnie fut créée, la Quatrième, composée d'un peu plus de 100 volontaires espagnols. Pendant le siège de Moscou, la compagnie « espagnole » protége le centre-ville, sans réellement s'engager dans le combat. Luis Mercader, nommé officier de transmission en août, et plusieurs exilés espagnols, dont Lena Imbert et África de las Heras, s'enrôlent dans cette compagnie. Caridad passe quelques semaines avec eux au camp d'entraînement de la compagnie, mais, selon les mémoires de Sebastià Piera (es), militante du PSUC, elle disparait avant la fin de la bataille de Moscou. Son fils Luis reçoit plusieurs affectations mais retourne dans la capitale à plusieurs reprises, au début de 1942 et pendant l'été de la même année. Selon son témoignage, sa mère continue à vivre dans son appartement. En février 1943, Luis est démobilisé et commençe des études d'ingénieur à Moscou, retournant vivre avec Caridad.
Selon le journal de Dimitrov, Caridad y reste jusqu'à la fin de 1944 et travaille au service français de la radio étrangère soviétique. Lena Imbert, la compagne de son fils, vit avec elle. Elle meurt de tuberculose en avril 1944 dans le sanatorium où travaille le Dr Carlos Díez Fernández,. La direction du PCE nie l'existence de la tuberculose parmi les émigrés espagnols. Luis Mercader, cependant, donne la date de 1943 pour le décès de Lena Imbert et déclare qu'après un séjour dans un sanatorium, elle meurt au domicile de Caridad.
.
Durant son séjour en Union soviétique, Caridad Mercader a de profonds désaccords avec Dolores Ibárruri, de La Pasionaria. Les deux femmes s'affrontent sur deux points. D'un côté, Caridad soutient Jesús Hernández et Enrique Castro Delgado, qui, après la mort de José Díaz, affronteront Ibárruri pour prendre le contrôle du PCE. Selon Luis Mercader, Hernández et Castro Delgado « passent à la maison tous les jours et passent de longues heures à discuter tous les trois ». En fait, selon le témoignage d'Enrique Líster, lorsque lui et le reste des chefs militaires qui avaient initialement soutenu Hernández — Modesto et Cordón (es) — expriment leur soutien à la nouvelle secrétaire générale, la Pasionaria, Caridad Mercader et Carmen Parga — l'épouse de Manuel Tagüeña — leur adressent de vives critiques : "notre proximité avec Dolores] nous a valu de nous faire dire en face que nous avons perdu nos couilles de communistes ». L'autre sujet de désaccord concerne la participation des exilés espagnols aux opérations du NKVD. Si la Pasionaria n'est pas toujours d'accord avec l'utilisation discrétionnaire que les services d'espionnage soviétiques font des exilés espagnols — en particulier le PSUC — sans consulter le PCE, Caridad est une fervente défenseure de l'espionnage soviétique et croit que tout ce qu'ils demandent doit être fait, puisque l'Union soviétique est la «&nbsp;mère patrie ». L'un des exilés espagnols enrôlés dans le NKVD est Sebastià Piera, qui obtient l'aval de Caridad Mercader elle-même pour son enrôlement. Piera décrit Caridad Mercader ainsi durant ses années en Union soviétique   : « ...une femme exceptionnelle qui se sent psuquera [membre du PSUC, Parti socialiste unifié de Catalogne, Partit Socialista Unificat de Catalunya] et très liée à la Catalogne. Chaque fois qu'elle le peut, elle nous invite à manger et cuisine pour les Catalans. ».
D'après les informations qu'Enrique Castro Delgado lui aurait fournies en 1960, Julián Gorkin attribue à Caridad Mercader diverses missions commandées par le NKVD, comme la participation à l'attentat manqué mené par l'espionnage soviétique contre Franz von Papen, ambassadeur de l'Allemagne nazie en Turquie, le 24 février 1942. Son fils Luis, resté à Moscou pendant la majeure partie de la guerre, maintient le contraire : Caridad n'a participé à aucune mission du NKVD, « entre autres parce qu'elle était épuisée par son travail ». ,,.
Selon Luis Mercader, entre son séjour à l'OMSBON et son départ du pays, « Caridad passe ses journées assise au lit, habillée, les oreillers derrière le dos, la cigarette au bec, buvant café après café et tricotant. » . À l'opposé, Castro attribue également à Caridad des missions en Suède, en Norvège, au Danemark, aux Pays-Bas et en Belgique, où elle aurait été impliquée dans le meurtre d'une trentaine de personnes. De même, pour le compte du NKVD, elle aurait surveillé les dirigeants du Parti communiste bulgare réfugiés en Union soviétique, dont beaucoup auraient finis exécutés. Sudoplátov a installé Caridad Mercader à Tachkent entre 1941 et 1943, ce que son fils Luis nie catégoriquement.
Divers témoignages attestent que Caridad Mercader est intervenue pour que des exilés espagnols puissent quitter l'Union soviétique. Manuel Tagüeña affirme que Caridad a aidé les Espagnols qui voulaient quitter le pays à rejoindre le NKVD, leur permettant ainsi de quitter l'Union soviétique. Le Dr Díez Fernández lui-même, qui s'occupait de la majeure partie de la colonie espagnole à Moscou, est l'un d'entre eux. Castro Delgado corrobore ce témoignage, affirmant qu'après la défaite d'Hernández et de la sienne dans la lutte pour le pouvoir au sein du Parti communiste espagnol, il est purgé à l'été 1944. Malgré son expulsion du parti, Caridad lui fournit de l'aide et est l'une des personnes qui ont intercédé pour qu'il puisse quitter l'Union soviétique, la direction du PCE refusant de le laisser partir. Il n'y parveient qu'à la fin de 1945.
D'autre part, et selon le témoignage de son fils, à cette époque, Caridad recourt à des scènes théâtrales : « De temps en temps, ma mère devient hystérique et dit des choses inimaginables, criant qu'elle va se suicider, et je dois lui prendre l'arme » . Cependant, Luis soupçonne également qu'il pouvait s'agir d'une tactique pour faire pression sur les autorités soviétiques afin qu'elles se préoccupent du sort de son fils Ramón. Au cours de ces années, une rumeur se répand également selon laquelle Caridad a recommencé à consommer des drogues, qui lui sont administrées, sur ordonnance, par le Dr Díez Fernández, qui a soigné Lena Imbert et visite régulièrement la maison,. Pendant la guerre, sa fille Montserrat reste en France, où elle travaille pour des organisations communistes de la Résistance française. Jorge, qui reste également en France, contracte une ostéomyélite. Alors qu'il se rend en Union soviétique avec sa femme pour y être soigné, Hitler lançe l'opération Barbarossa. Le couple traverse alors l'Allemagne, et Jorge est arrêté et interné dans un camp de concentration allemand, où il passe les quatre années suivantes, jusqu'à la fin de la guerre.
Finalement, en février 1945, Caridad reçoit l'autorisation de quitter l'Union soviétique,. À ce moment-là, Caridad est « très maigre et émaciée ». Elle a perdu 34 kilos depuis son arrivée quatre ans auparavant.
Gorkin inclut dans son livre sur l'assassinat de Trotsky les confidences que Caridad Mercader aurait faites à Castro Delgado avant son départ d'Union soviétique : « Ils nous ont trompés, Enrique. [...] C'est le pire enfer qui ait jamais existé. Je ne pourrai jamais m'y habituer. Je n'ai qu'un désir, une seule pensée : fuir, fuir loin d'ici. [...] Ils annihilent ta volonté, ils te forcent à tuer et te font mourir, d'un coup, d'un coup de feu, ou à petit feu, comme ils me font mourir en ce moment. Maintenant, ils n'ont plus besoin de moi, tu comprends ? » Elle avoue alors sa participation et celle de son fils au meurtre de Trotsky : « J'ai fait de Ramón un meurtrier [...] de mon pauvre Luis, un otage, et de mes deux autres fils de pures ruines. Et quelle a été ma récompense en échange de cela ? Des cochonneries ! [en référence à la médaille de l'Ordre de Lénine et de Héros de l'Union soviétique décernée à Ramón] ». Selon Castro Delgado, peu avant le départ de Caridad du pays, Luis Mercader aurait confessé son mécontentement face à cet acte : « Ma mère part pour Cuba, et ensuite elle apparaîtra sans doute au Mexique, mais elle me sacrifie en me laissant ici. Elle sait, cependant, que je déteste tout cela et que je donnerais la moitié de ma vie pour partir. Je ne me fais aucune illusion ; je ne pourrai jamais quitter l'Union soviétique ». D'autre part, Luis nie dans son livre sa condition d' otage, soutenant que sa situation en Union soviétique a toujours été avantageuse, ce qui lui a permis de développer sa vocation d'ingénieur, quelque chose qui le satisfait beaucoup plus que les tâches auxquelles sa mère et son frère se consacrent. En fait, Luis est heureux de voir sa mère partir : « Quand j'ai appris que ma mère allait partir, j'étais très heureux. Pour moi, c'était comme une libération »,. Selon Gorkin, c'est finalement Beria lui-même, le directeur du NKVD, qui autorise le départ de Caridad, à condition qu'elle s'installe à Cuba. Caridad n'en tient pas et une fois hors de l'URSS, elle se rend, via la Turquie, au Mexique.

## Retour au Mexique: Opération Gnome

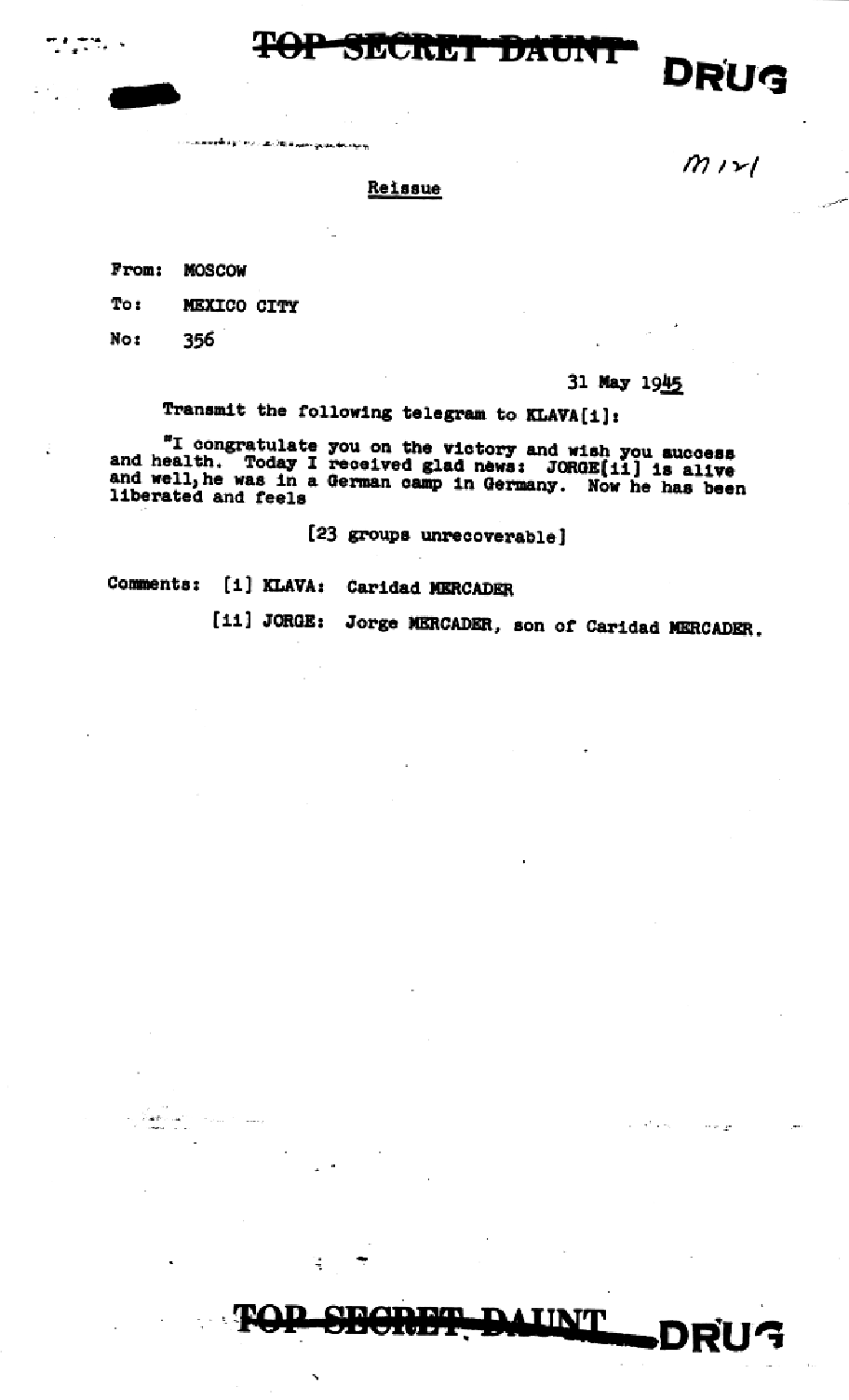
Message reçu par la rezidentura du NKVD (base d'opération soviétique pour espions résidents) au Mexique le 31 mai 1945. Il rapporte que Jorge Mercader, fils de Caridad, a été libéré d'un camp de prisonniers de guerre allemand.

Français En 1943, Staline décide de tenter de faire sortir Ramón Mercader de prison et ordonne la préparation d'une opération pour y parvenir. Les premières références au plan remontent au 30 mai de cette année-là. À la fin de l'année, l'Union soviétique ouvre une ambassade au Mexique, qui fournit une couverture légale à la station du NKVD — rezidentura, dans la terminologie soviétique — dans ce pays. Ses principaux objectifs sont deux : fournir une couverture aux opérations d'espionnage que les Soviétiques développent pour obtenir les secrets de la bombe atomique américaine et faire sortir  Ramón Mercader de prison. L'opération, nom de code Gnome, le nom attribué à Mercader, étudie diverses stratégies pour que Mercader s'évade de prison, dans lesquelles des agents soviétiques et des communistes mexicains et espagnols exilés dans le pays doivent intervenir. À l'été 1943, avant l'ouverture de la mission diplomatique, Jesús Hernández, surnommé « Pedro », est envoyé au Mexique avec Francisco Antón. Outre les tâches liées à la réorganisation du PCE aux États-Unis – qui s'inscrivent également dans sa tentative de prise de contrôle du parti, succédant à José Díaz, récemment décédé, au poste de secrétaire général –, Hernández travaille également pour le NKVD et cherche à renforcer le travail de la rezidentura au Mexique et ses opérations,
Fin 1943, le rezident soviétique (espion résident) élabore un plan permettant à Mercader de s'évader lors d'une des libérations de prison pour témoigner devant le tribunal. Profitant d'une réduction des gardes qui devoivent le surveiller, Mercader sera mis dans une voiture et emmené hors du pays. Eitingon, sous le nom de code « Tom », doit coordonner le plan, L'opération, qui se déroule en 1944 et au début 1945, est un fiasco. À l'incompétence, à la méfiance et aux querelles entre les agents soviétiques, espagnols et mexicains s'ajoute l'arrivée inattendue de Caridad Mercader au Mexique en mars 1945,. Elle entame personnellement une série de négociations avec les autorités mexicaines pour obtenir la libération de son fils. Selon Ceniceros, la mère et le fils purent même se voir en personne à l'extérieur de la prison. Dès le début, le NKVD a clairement exprimé son malaise face à la présence de Caridad dans le pays. Parmi les premiers messages échangés entre le Mexique et l'Union soviétique, portant le nom de code « Klava », datant de mars 1945 : « À partir de maintenant, considérez que la présence de Klava [Caridad Mercader] à CAMPIÑA [Mexique] complique grandement le projet Gnome. », Gorkin va plus loin, affirmant que l'équipe de terrain du NKVD  tenté à deux reprises de la tuer – on ignore si c'est vrai ou faux – afin de l'effrayer et de la pousser à quitter le pays.
L'apparition de Caridad Mercader et ses efforts alertent les autorités mexicaines, qui durcissent le régime carcéral de Ramón, rendant ainsi les tentatives d'évasion infructueuses,. Comme l'explique Luis, "[Caridad] connaissait de nombreuses personnes importantes là-bas [...] et, probablement, elle les sollicite l'un après l'autre. Mais ce qu'elle a fait, c'est semer le chaos, et par conséquent, tout ce qui avait été organisé a échoué »  En conséquence, les Soviétiques ordonnent à Caridad de quitter le Mexique immédiatement, et aucune autre tentative n'est faite pour libérer Ramón Mercader, qui doit purger l'intégralité de sa peine de 20 ans. Presque tous les auteurs qui ont traité du sujet, comme Ramón lui-même, ont attribué l'échec, en tout ou en partie, à la présence de Caridad sur place. Ramón n'a jamais pardonné à sa mère son ingérence dans l'opération et l'a tenue pour responsable de la période supplémentaire qu'il a dû passer en prison : « J'ai dû passer 16 ans en prison à cause d'elle. »  Cependant, il ne la blâme jamais directement.

## Relation avec son fils
De nombreux historiens et publicistes présentent Caridad Mercader comme une fanatique ayant poussé son fils au meurtre. Leonardo Padura  a décrit Caridad ainsi : « Caridad del Río n'est pas seulement celle qui a endoctriné son fils dans la haine et l'a mis en contact avec les officiers du sombre NKVD soviétique, chargés de concevoir et d'exécuter le meurtre. Elle l'a également encouragé, et il a poursuivi sa mission jusqu'à cet après-midi du 20 août. À bord d'une voiture, en compagnie du concepteur du plan, elle voit Ramón Mercader entrer dans la maison de Trotsky et, par la même occasion, dans les égouts de l'histoire du siècle. » 
Gorkin  fait une analyse similaire lorsqu'il déclare pour la première fois qu'« un appareil policier obscur a transformé Caridad en terroriste, la mère d'un meurtrier », ajoutant que Ramón a été sacrifié au « fanatisme aveugle qu'elle professait ». Cette description serait corroborée par les confidences que, selon Castro Delgado, Caridad lui aurait faites lors de son séjour en Union soviétique : « J'ai fait de Ramón un meurtrier. ».
Luis Mercader, cependant, a fourni une version totalement différente. Selon le plus jeune des Mercader, Caridad n'aurait pas eu une grande influence sur Ramón ni sur aucun de ses enfants, car, en réalité, elle a vécu avec eux peu de temps. Il a également raconté comment son frère lui avait dit que c'était lui qui s'était porté volontaire pour commettre le meurtre, simplement pour aider Eitingon à accomplir sa mission.
De son côté, Gregorio Luri avance une thèse inédite pour justifier le recrutement de son fils par Caridad, qui l'a finalement conduit à commettre un assassinat. Selon Luri, Caridad aurait recruté son fils pour l'éloigner du front et lui éviter de subir le sort de son frère Pablo, mort au combat quelques semaines plus tôt.

## Les dernières années

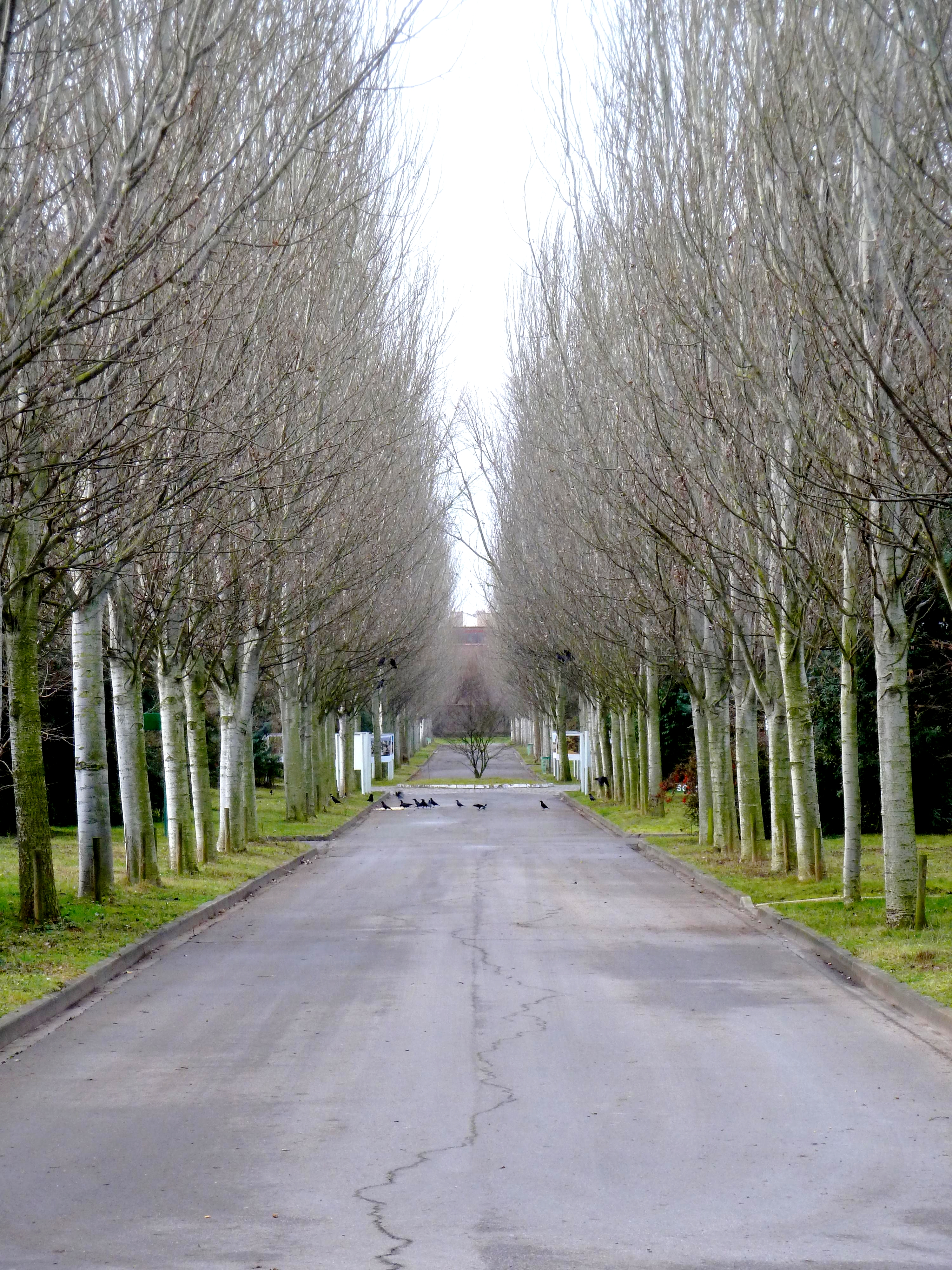
Cimetière parisien de Pantin, où Caridad Mercader est enterrée en 1975.

Caridad quitte le Mexique en novembre 1945 et reçoit l'autorisation de s'installer à Paris, où elle vit avec un passeport cubain  jusqu'à sa mort. Elle s'installe dans un appartement au 25 rue Rennequin, près de l'Arc de Triomphe  et reçoit une pension du gouvernement soviétique toute sa vie, :91. Ses enfants Jorge et Montserrat, qu'elle voit régulièrement, vivent également dans la capitale française. On trouve des photos de Caridad donnant un biberon à Jean, le fils de Montserrat, en 1963.
Après la Révolution cubaine, le musicien Harold Gramatges es nommé ambassadeur de Cuba en France et engage Caridad Mercader pour diriger les relations publiques de l'ambassade de Cuba à Paris. Elle y travaille de 1960 à 1967. Selon son fils Luis, « elle organise des réceptions, des protocoles et reçoit des dignitaires de France et d'autres pays », comme Gramatges lui-même le lui confie en 1978. Cependant, dans ses mémoires, Vidas para leerlas ( Des vies à lire ), l'écrivain cubain Guillermo Cabrera Infante, envoyé à Bruxelles en 1962 comme conseiller culturel de l'ambassade de Cuba, la mentionne, faisant allusion à une « vieille femme sèche et désagréable » qui a remplacé la précédente « belle Habanera »  réceptionniste de l'ambassade. Selon Cabrera Infante, Gramatges lui aurait dit que « Cachita » – allusion à sa naissance à Santiago de Cuba – était « plus stalinienne que Staline ». Luis Goytisolo, qui collabore alors avec la Révolution cubaine, rencontre Caridad Mercader à l'ambassade de Paris avant de se rendre à Cuba pendant la crise des missiles. Selon Goytisolo, c'est Martha Frayde, représentante de Cuba auprès de l'UNESCO entre 1962 et 1965, qui lui révéle l'identité de la réceptionniste de l'ambassade, lui demandant de la communiquer au ministre cubain des Affaires étrangères, Raúl Roa. Goytisolo ajouta que Roa, après avoir appris l'affaire, fait rentrer Caridad à Cuba. Bien qu'il existe une photo de Caridad Mercader à Cuba en 1962, le témoignage de Luis Mercader ne mentionne pas que sa mère est partie vivre à Cuba pour une longue période ni qu'elle a été licenciée de son emploi à l'ambassade cubaine.

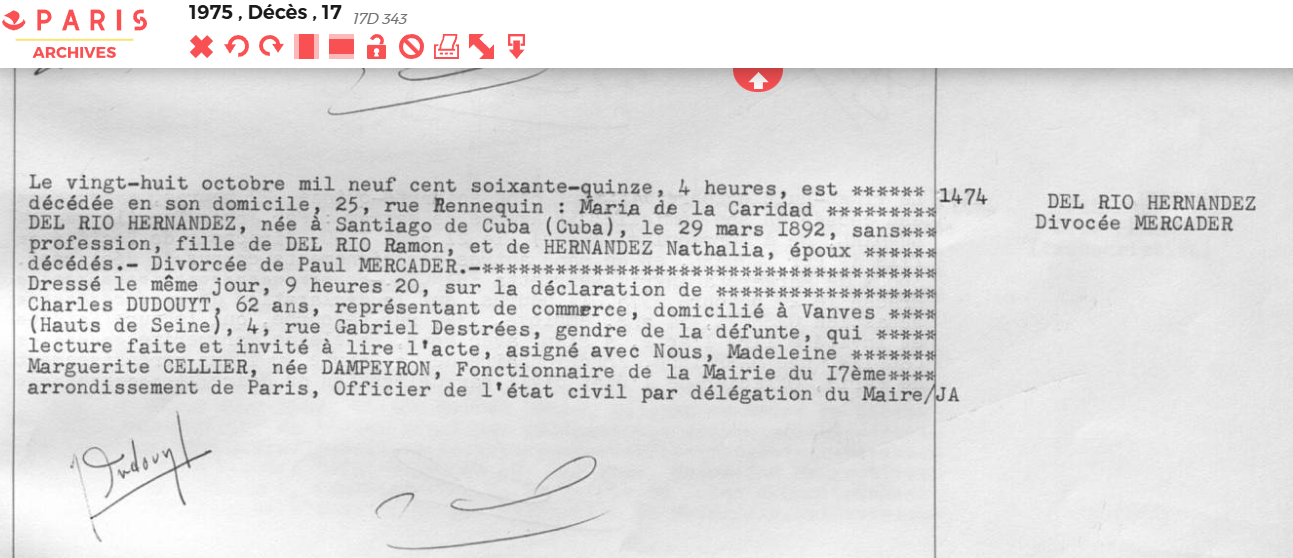

Le 6 mai 1960, Ramón Mercader termine sa peine et peut se rendre à Moscou grâce à un passeport tchécoslovaque. Là, où son frère Luis continue de vivre, il s'installe avec sa femme Roquelia. Dès lors, Caridad se rend sporadiquement en URSS pour rendre visite à ses enfants et petits-enfants. Selon son fils Luis, elle ne s'adapta jamais à la vie en Union soviétique et il lui attribue la phrase suivante « Je ne sers qu'à détruire le capitalisme, mais je ne suis pas utile à la construction du communisme » . Les efforts de ses enfants pour rendre les visites de Caridad plus agréables furent toujours vains. Luis pense que sa mère n'a jamais été capable de reconnaître l'échec du communisme et qu'elle croyait qu'ils s'étaient battus « pour une utopie ». Il ajoute également qu'elle revient à Paris malade, complètement découragée et désillusionnée ». Mais elle reste obstinément communiste, vénérant Staline et croyant en sa doctrine.
Durant les dernières années de sa vie, Caridad est prise en charge par son fils Jorge et sa belle-fille, Germaine.
Elle meurt en 1975, à l'âge de 82 ans, quelques mois avant la mort du dictateur Francisco Franco en Espagne.
Elle est enterrée au cimetière parisien de Pantin :90, dans une tombe qu'elle partage avec son gendre, l'époux de sa fille Montserrat. L'ambassade soviétique à Paris s'est chargée des funérailles et de l'inhumation.

### Livres

#### Sources primaires
- Guillermo Cabrera Infante, Vidas para leerlas, Madrid, Alfaguara, 1998 (ISBN 84-204-8369-9, lire en ligne)
- (ca) Jaume Cañameras, Conversa amb Bartolí, L'Abadia de Montserrat, Biblioteca Serra d'Or, 1990 (ISBN 84-7826-182-6, lire en ligne)
- Lázaro Cárdenas, Apuntes: una selección, UNAM, 2003 (ISBN 970-32-0783-9, lire en ligne)
- Andre Jacquelin, Espagne et liberté: le second Munich, Éditions de Kérénac, 1945 (lire en ligne)
- (es) Javier Juárez, Patria: una española en el KGB, Barcelona, Random House Mondadori, 2008 (ISBN 978-84-8306-763-5, lire en ligne)
- (es) Luis Mercader et Germán Sánchez, Ramón Mercader, mi hermano. Cincuenta años después, Madrid, Espasa-Calpe, 1990 (ISBN 84-239-2228-6, lire en ligne)
- (es) Teresa Pàmies, Cuando éramos capitanes, Barcelone, 2nd, 1975 (ISBN 84-7235-195-5)
- (en) Dave Renton, Trotsky, London, Haus Publishing, 2004 (ISBN 1-904341-62-4, lire en ligne)
- (es) Concepción Ruiz-Funes Montesinos et Enrique Tuñón, Palabras del exilio, Instituto Nacional de Antropología e Historia, 1982, « Llegada »
- Manuel Tagüeña, Testimonio de dos guerras, México, Oasis, 1973
- (en) Mary-Kay Wilmers, The Eitingons: A Twentieth Century Story, Londres, Verso Books, 2012 (ISBN 978-1-84467-911-9, lire en ligne)

#### Sources secondaires
- (es) Jean-René Aymes, Francia en España, España en Francia: la historia en la relación cultural hispano-francesa (siglos XIX-XX), Salamanque, Universidad de Salamanca, 2003 (ISBN 978-84-7800-678-6)
- (en) Pierre Broué et Emile Témime, The Revolution and the Civil War in Spain, Chicago, Haymarket Books, 2008 (ISBN 978-1-931859-51-6)
- (es) Juan Alberto Cedillo, Los nazis en México, Random House Mondadori, septembre 2013 (ISBN 978-607-31-1955-9, lire en ligne)
- (ca) Consejo Insular de Ibiza y Formetera, « Palerm Vich, Joan Antoni », dans Enciclopèdia d'Eivissa i Formentera, Consell Insular d'Eivissa i Formentera, Conselleria de Cultura, Educació i Patrimoni, 2006 (ISBN 978-84-88018-16-8, lire en ligne [archive du 23 septembre 2015]) (archive du 2015-09-23) (consulté le 23 septembre 2015)
- (es) Bartomeu Costa-Amic, Leon Trotsky y Andreu Nin: Dos asesinatos del stalinismo (aclarando la historia), San Pedro Cholula, Mexico, Altres-Costa-Amic, 1994 (ISBN 9789686977059)
- (en) Georgi Dimitrov, The Diary of Georgi Dimitrov, 1933-1949, Yale University Press, 2003 (ISBN 0-300-13385-5, lire en ligne)
- (es) Ángel Luis Encinas Moral, Fuentes históricas para el estudio de la emigración española a la URSS (1937-2007), Madrid, Exterior XXI, 2008 (ISBN 978-84-612-6429-2, lire en ligne)
- (es) Olivia Gall, Trotsky en México, Era, 1991 (ISBN 968-411-335-8, lire en ligne)
- (es) José Ramón Garmabella, El grito de Trotsky, Barcelona, Debate, 2007 (ISBN 978-84-8306-696-6)
- (es) Julián Gorkin, Los asesinos de Trotsky. Contra el estalinismo, Laertes, 2001 (ISBN 84-7584-468-5, lire en ligne [archive du 3 mars 2016])
- (es) Fernando Hernández Sánchez, Los años de plomo: La reconstrucción del PCE bajo el primer franquismo (1939-1953), Kindle, 2015 (ISBN 978-84-9892-829-7, lire en ligne)
- Jacques Kergoat, Marceau Pivert: socialiste de gauche, Editions de l'Atelier, 1994 (ISBN 2-7082-3096-4, lire en ligne)
- Isaac Don Levine, The Mind of an Assassin, London, Weidenfeld and Nicolson, 1959 (ISBN 978-0-7090-2810-9)
- Lisa Margaret Lines, Milicianas: Women in Combat in the Spanish Civil War, Lexington Books, 2011 (ISBN 978-0-7391-6494-5, lire en ligne)
- (ca) José Luís Martín Ramos, Pere Ardiaca. Materials per a una biografia, Debarris, 2010, 31–62 p. (ISBN 978-84-937314-4-1, lire en ligne), « Pere Ardiaca, 1936-1949 »
- William Harrison Richardson, Mexico Through Russian Eyes, 1806-1940, University of Pittsburgh Press, 1988 (ISBN 0-8229-7712-5, lire en ligne)

- Pavel Sudoplatov et Anatoly Sudoplatov, Special Tasks. The Memoirs of an Unwanted Witness — A Soviet Spymaster, Little, Brown and Company, 1994 (ISBN 0-316-77352-2, lire en ligne)

### Articles de journaux et de magazines
- Ernest Alós, « Estos papeles ya no son de Salamanca », El Periódico de Catalunya,‎ 25 de julio de 2011.
- Arbal, « Caridad Mercader, mujer ejemplar y heroína auténtica », Crónica (Madrid): 5.,‎ 21 mars 1937
- Claudio Albertani, « Socialismo y Libertad. El exilio antiautoritario de Europa en México y la lucha contra el estalinismo. 1940-1950 », Políticas de la Memoria,‎ 2008/2009 (ISSN 1668-4885)Centro de Documentación e Investigación de la Cultura de Izquierdas en la Argentina (CeDInCI)) (8/9): 131-139..
- Matías Barchino, « Mujer de terciopelos y armaduras: la mujer nueva y La Pasionaria en la literatura chilena sobre la guerra civil española », Revista Letral (Revue électronique d'études transatlantiques en littérature), Université de Grenade), no 10,‎ 2013 (ISSN 1989-3302).
- Lluís Bonet Mogica, « El asesino de Trotski », La Vanguardia,‎ 4 décembre 1996.
- Gustavo Cangiano, « Revelaciones exclusivas acerca de cómo la Unión Soviética y los Partidos Comunistas organizaron el asesinato de León Trotsky », Izquierda Nacional,‎ 7 de avril 2010.
- Jorge Domingo Cuadriello, « Reseñas de libros: El hombre que amaba a los perros », Espacio Laical (20),‎ octobre-décembre 2009.
- Rodrigo Fernández, « Dos españoles quisieron acabar con Trotski antes que Mercader », El Pas,‎ 16 novembre 1997.
- Foundation Pierre-Georges Latécoère (s.f.). «Curriculum Vitae Louis Delrieu». De Latécoère à l'Aéropostale (en francés). Archivado desde el original el 30 de mayo de 2015. consulté le=28 avril  2015.
- David García Colín, « Un mal libro de memorias y el asilo de Trotsky en México », En Corriente Marxista Internacional, La Izquierda Socialista,‎ octobre 2012.
- Luis Goytisolo, « La Habana de un Infante en nada difunto », El País,‎ 25 avril 2010.
- Fernando Hernández Sánchez, « Jesús Hernández, pistolero, ministro, espía y renegado». », Historia 16, no 368,‎ 2006, p. 78-89 (ISSN 0210-6353).
- Hernández Sánchez, Fernando (agosto de 2008). «Las siete pruebas de Enrique Lister (1907-1994)». Historia 16 (388): 84-101. ISSN 0210-6353.
- Fernando Hernández Sánchez, « Los comunistas españoles en México durante la segunda guerra mundial». Séminaire : L'exil et le Mexique-Espagne au XXe siècle », Centro de Investigaciones Históricas de la Democracia Española,‎ 15 janvier 2008.
- Joaquim Ibartz, « Diez años para averiguar una identidad », La Vanguardia,‎ 28 juillet 1990.
- Levine, Isaac Don (28 de septiembre de 1959). «Secrets of an Assassin». Life (en inglés): 104-122.
- Gregorio Luri, « La infiltrada », El Café de Ocata,‎ 3 janvier 2013.
- (ca) Gregorio Luri, « L'amor perdut de Caritat Mercader », Ara,‎ 3 février 2013.
- Gregorio Luri, « Caritat Mercader, una revolucionària amb sabates de pell de serp », Ara,‎ 7 avril 2013.
- (ca) Gregorio Luri, « Caridad, con otra mirada », Ara,‎ 24 janvier 2014.
- Marco Igual, Miguel (2009). «Los médicos republicanos españoles exiliados en la Unión Soviética». Medicina & historia: Revista de estudios históricos de las ciencias médicas (1): 1-15. ISSN 0300-8169.
- Caridad Massón Sena, « Marinello y la República Española », Revista de la Biblioteca Nacional José Martí, vol. 98,‎ january–june 2007, p. 131–143 (ISSN 0006-1727, lire en ligne)
- Mendes de Almeida, Angela (13 de marzo de 2014). «O homem incapaz de matar cachorros». Passa Palavra (en portugués).
- Mercader, Luis (8 de mayo de 1994). «Puntualizaciones al asesinato de Trotski». El País.
- Merchet, Jean-Dominique (9 de noviembre de 2009). «Paris en guerre froide». Libération (en francés).
- Padura, Leonardo (julio-septiembre de 2008). «La última hora de Caridad Mercader». Espacio Laical (15). Archivado desde el original el 28 de diciembre de 2013. Consultado el 6 de abril de 2014.
- Luis Reyes, « El más secreto héroe de la Unión Soviética », Tiempo de hoy,‎ 11 février 2014, p. 66–69 (lire en ligne [archive du 22 octobre 2014])
- Rubio Navarro, Javier (julio-agosto de 2009). «Caridad Mercader». Muy (interesante) Historia (24).
- Sheridan, Guillermo (marzo de 2006). «Rescatando a Mercader (un episodio del espionaje soviético en México)». Letras Libres.
- Valls, Francesc (13 de octubre de 1998). «"Me ha hecho sufrir más la desconfianza que la tortura"». El País.
- Valls, Francesc (12 de marzo de 2014). «Sebastià Piera, histórico del PSUC y soldado de élite». El País.
- Voroviev, Lev (1998). «L'assassinat de Trotsky décrit par ses assassins». Traducido del ruso por Krivine, Jean-Michel (trad.). Critique communiste (en francés). (enlace roto disponible en Internet Archive; véase el historial, la primera versión y la última).

### Documentaire
- José Luis López-Linares et Javier Rioyo, « 6). Asaltar los cielos (documental) », sur YouTube, España, 1996 (consulté le 11 décembre 2023)